# Alberto Dainese
Alberto Vittorio Adolfo Dainese (* 25. března 1998) je italský profesionální silniční cyklista jezdící za UCI ProTeam Tudor Pro Cycling Team.

## Hlavní výsledky
2016
Giro di Basilicata
vítěz 3. etapy
2018
vítěz Trofeo Città di San Vendemiano
Giro della Regione Friuli Venezia Giulia
 vítěz bodovací soutěže
vítěz 1. etapy
Giro Ciclistico d'Italia
vítěz 9. etapy
Národní šampionát
2. místo silniční závod do 23 let
6. místo Gooikse Pijl
10. místo Gran Premio Industrie del Marmo
2019
Mistrovství Evropy
 vítěz silničního závodu do 23 let
vítěz Entre Brenne et Montmorillonnais
Tour de Normandie
 vítěz bodovací soutěže
vítěz 2. etapy
Czech Cycling Tour
vítěz 3. etapy
2. místo Gooikse Pijl
5. místo Arno Wallaard Memorial
Paříž–Arras Tour
6. místo celkově
6. místo Coppa Bernocchi
6. místo Schaal Sels
Tour de Bretagne
7. místo celkově
vítěz etap 2, 3 a 6
2020
Herald Sun Tour
vítěz 1. etapy
3. místo Race Torquay
2021
2. místo Paříž–Chauny
3. místo Grand Prix d'Isbergues
3. místo Giro del Veneto
2022
Giro d'Italia
vítěz 11. etapy
5. místo Circuit Franco–Belge
2023
Vuelta a España
vítěz etap 1 (TTT) a 19
Giro d'Italia
vítěz 17. etapy
Arctic Race of Norway
vítěz 1. etapy
4. místo Le Samyn
2024
2. místo Trofeo Ses Salines–Felanitx
6. místo Trofeo Palma

### Výsledky na Grand Tours
| Grand Tour      | 2021 | 2022 | 2023 | 2024 |
| --------------- | ---- | ---- | ---- | ---- |
| Giro d'Italia   | —    | 122  | 124  | 116  |
| Tour de France  | —    | 100  | —    |      |
| Vuelta a España | 129  | —    | 144  |      |

| —   | Nezúčastnil se |
| DNF | Nedokončil     |